# Ciro Flávio Salazar de Oliveira
Ciro Flávio Salazar de Oliveira (Araguari, Minas Gerais, 26 de Dezembro de 1943 — 30 de Setembro de 1972) foi um estudante universitário militante do Partido Comunista do Brasil (PCdoB), morto durante a ditadura militar brasileira, regime instaurado em 1 de abril de 1964 e que durou até 15 de março de 1985. Era filho de Arédio de Oliveira e Maria de Lourdes Salazar Oliveira. 
Ele é um dos casos investigados pela Comissão Nacional da Verdade (CNV). Esse órgão apura os casos de desaparecimento e mortes política durante o período da ditadura militar no país. 

## História
Ciro morava no interior de Minas Gerais com a família até se mudarem para o Rio de Janeiro. Lá, cursou o ensino primário no Colégio Santo Antônio M. Zacarias e terminou os estudos no Colégio Franco Brasileiro. Ingressou na Universidade Federal do Rio de Janeiro/Fundão UFRJ, na Ilha do Governador, onde cursou Arquitetura.
A partir do quarto ano na faculdade, tomou parte no movimento estudantil, no período dos anos de chumbo(que se iniciou em 1968 com o AI-5) durante o período da ditadura civil-militar brasileira. Em uma das ocasiões de protesto, incendiou uma viatura policial e teve o momento retratado em uma foto publicada na extinta revista Manchete. Foi detido pelo Departamento de Ordem Política e Social (DOPS) após participar da passeata dos 100 mil. Ao ser liberado, passou a viver na clandestinidade, ainda que continuasse sendo observado e seguido.
Em 1970 viveu na região do rio Gameleira, no Araguaia.
Segundo relatório do Ministério do Exército: "atuou como guerrilheiro no Araguaia, utilizando o codinome de Flávio, onde teria sido morto em Setembro de 1972" Em abril de 1973, um slide onde se via o cadáver de Ciro, foi a prova de seu falecimento.
Além dos nomes Flávio e Ciro, ele utilizava os codinomes Sílvio e Gilberto para a guerrilha.

## Desaparecimento e Morte
O Relatório Arroyo conta que, em 30 de setembro de 1972, Ciro Flávio, que estava acompanhado pelos militantes Antonio Teodoro de Castro, Walkiria Afonso Costa, Manoel José Nurchis e João Carlos Haas Sobrinho, foi surpreendido por militares que patrulhavam nas redondezas do seu acampamento. Diversos documentos oficiais registram a sua morte, mas divergem sobre as datas. A pedido da Secretaria especial dos Direitos Humanos da Presidência da Republica, foi expedida uma certidão pela Agência Brasileira de Inteligência (Abin), que indica sua morte no ano de 1971, porém o relatório do Centro de Informações do Exercito (CIE), de 1975, indica a morte do mesmo no ano de 1972. Porém o relatório do Ministério do Exercito, de 1993, traz a informação que o mesmo faleceu em outubro de 1972.
Porém segundo o relatório da, Comissão Especial sobre Mortos e Desaparecidos Políticos (CEMDP), a ex-guerrilheira Criméia Alice Schmidt de Almeida, afirma ter visto um slide com o corpo de Ciro Flávio, em abril de 1973, durante o período em que esteve presa no Pelotão de Investigações Criminais de Brasilia, no Distrito Federal.
Em julho de 1994, um documento elaborado pelos parentes de alguns dos participantes da Guerrilha do Araguaia - Helenira Rezende de Souza Nazareth, Divino Ferreira de Souza, Ciro Flávio Salazar Oliveira e Áurea Elisa Pereira - entraram com requerimento ao Juiz Federal da Seção Judiciária de Brasília para obterem informações sobre a morte dos militantes, incluindo local de sepultura e atestado de óbito, numa Ação contra a União Federal. 
A Comissão Nacional da Verdade (CNV), considera Ciro Flávio Salazar de Oliveira como, desaparecido político, por não terem entregado ainda os seus restos mortais para a sua família, o que impede o seu sepultamento até os dias de hoje. Assim é recomendado que continuem as investigações sobre as circunstancias da morte de Ciro Flávio Salazar de Oliveira, para que seus restos mortais possam ser encontrados, ocorra a retificação de sua certidão de óbito e seja possível a identificação e responsabilização dos agentes envolvidos no caso, conforme a sentença da Corte Interamericana de Direitos Humanos, o Estado brasileiro tem a obrigação de "investigar os fatos, julgar e, se for o caso, punir os responsáveis e de determinar o paradeiro das vítimas”. 

## Homenagens
Ciro Flávio Salazar de Oliveira faz parte de uma lista de 58 pessoas, mortas durante o período da ditadura civil-militar, que foram homenageadas em um monumento na cidade de Belo Horizonte. Entre 1964 e 1985, 85 mineiros morreram após sessões de tortura ou foram executadas antes de serem presas enquanto lutavam contra o regime militar, e a obra visa homenagear aqueles que nasceram no estado. Fica localizada em frente à antiga sede do Dops (Delegacia de Segurança Pessoal e de Ordem Política e Social), na Avenida Alfonso Pena.

A mineira é apenas a primeira das capitais brasileiras a receber o monumento, cujos traços remetem à da bandeira nacional de forma vazada, traz os nomes dos mortos e também um espaço dedicado à colocação de flores para as vítimas. Foi idealizado pelo arquiteto gaúcho Tiago Balem e inaugurado em maio de 2013 pelo então Secretário Nacional de Justiça Paulo Abrão. Em seu discurso, disse que o monumento não apenas presta homenagem às pessoas que lutaram pela democracia, como também servem de exemplo para que os atos praticados no período da ditadura não voltem a ocorrer. Ainda falou sobre as opiniões que se referem à ditadura como positiva: "esse tipo de fala revela desconhecimento sobre o período”.